# (29938) 1999 JR52
A (29938) 1999 JR52 a Naprendszer kisbolygóövében található aszteroida. A LINEAR projekt keretében fedezték fel 1999. május 10-én.